# Blaise Matuidi
Blaise Matuidi (Toulouse, 9 april 1987) is een Frans voormalig profvoetballer die doorgaans als middenvelder speelde. Tijdens zijn carrière speelde hij onder andere bij PSG en Juventus. Matuidi debuteerde in 2010 in het Frans voetbalelftal.

## Clubcarrière

### Jeugd
Matuidi werd geboren in Toulouse als zoon van een Angolese vader en een Congolese moeder. Zijn vader was op jonge leeftijd geëmigreerd naar Frankrijk. Matuidi was een van vijf kinderen en groeide op in Fontenay-sous-Bois, een voorstad van Parijs. Hij zag als kind veel voetbal bij Paris Saint-Germain en werd een bewonderaar van de Nigeriaanse aanvaller Jay-Jay Okocha, die tussen 1998 en 2002 in dienst was van de hoofdstedelingen. Toen hij zes jaar oud was, sloot Matuidi zich aan bij de plaatselijke club US Fontenay-sous-Bois. Na vijf jaar verkaste hij naar CO Vincennois, waar hij een jaar samenspeelde met Yacine Brahimi. In 1999 werd de middenvelder gekozen als een van de beste spelers van de regio Île-de-France en hij werd opgenomen in de prestigieuze nationale jeugdopleiding INF Clairefontaine. Op advies van zijn trainer daar, Jean-Claude Lafargue, ontwikkelde Matuidi zich als verdedigende middenvelder. Bij Clairefontaine speelde hij doordeweeks en in de weekenden was hij actief namens Vincennois. In 2001 tekende hij een jeugdcontract bij US Créteil. Daar bleef hij vier jaar. In 2005 kreeg hij een aanbieding van Olympique Lyon, dat in de twee jaren ervoor Frans landskampioen geworden was. Dat aanbod sloeg hij echter af en hij tekende bij Troyes AC.

### Troyes AC
Matuidi maakte zijn debuut in het seizoen 2004/05 bij Troyes AC, waar hij ook een deel van zijn jeugdopleiding genoot. Hij speelde in dat seizoen slechts twee wedstrijden, maar de twee seizoenen daarop was hij een onbetwiste basisspeler met respectievelijk eenendertig en vierendertig gespeelde competitiewedstrijden in de Ligue 1.

### AS Saint-Étienne
In juli 2007 tekende Matuidi een vierjarig contract bij AS Saint-Étienne, waar hij aanvoerder werd.

### Paris Saint-Germain
In juli 2011 werd Matuidi voor een transferbedrag van acht miljoen euro verkocht aan Paris Saint-Germain, waar hij een contract tekende voor drie seizoenen. In februari 2014 tekende Matuidi voor vier seizoenen extra bij de club.

### Juventus
In augustus 2017 werd Matuidi voor een transferbedrag van twintig miljoen euro verkocht aan Juventus, waar hij een contract tekende voor drie seizoenen.

### Inter Miami
In augustus 2020 vertrok Matuidi transfervrij naar Inter Miami. Hier speelde hij vervolgens tot 2022 toen hij op 23 december besloot zijn actieve loopbaan als profvoetballer te beëindigen.

## Clubstatistieken
| Seizoen | Club                | Competitie | Competitie | Competitie | Beker | Beker | Internationaal | Internationaal | Overig | Overig | Totaal | Totaal |
| Seizoen | Club                | Competitie | Wed.       | Dlp.       | Wed.  | Dlp.  | Wed.           | Dlp.           | Wed.   | Dlp.   | Wed.   | Dlp.   |
| ------- | ------------------- | ---------- | ---------- | ---------- | ----- | ----- | -------------- | -------------- | ------ | ------ | ------ | ------ |
| 2004/05 | Troyes AC           | Ligue 2    | 2          | 0          | 1     | 0     | —              | —              | —      | —      | 3      | 0      |
| 2005/06 | Troyes AC           | Ligue 1    | 31         | 1          | 0     | 0     | —              | —              | —      | —      | 31     | 1      |
| 2006/07 | Troyes AC           | Ligue 1    | 34         | 3          | 1     | 0     | —              | —              | —      | —      | 35     | 3      |
| 2007/08 | Saint-Étienne       | Ligue 1    | 35         | 0          | 2     | 0     | —              | —              | —      | —      | 37     | 0      |
| 2008/09 | Saint-Étienne       | Ligue 1    | 27         | 2          | 3     | 0     | 9              | 0              | —      | —      | 39     | 2      |
| 2009/10 | Saint-Étienne       | Ligue 1    | 36         | 1          | 5     | 0     | —              | —              | —      | —      | 41     | 1      |
| 2010/11 | Saint-Étienne       | Ligue 1    | 34         | 0          | 3     | 0     | —              | —              | —      | —      | 37     | 0      |
| 2011/12 | Paris Saint-Germain | Ligue 1    | 29         | 1          | 2     | 0     | 4              | 0              | —      | —      | 35     | 1      |
| 2012/13 | Paris Saint-Germain | Ligue 1    | 37         | 5          | 6     | 1     | 9              | 2              | —      | —      | 52     | 8      |
| 2013/14 | Paris Saint-Germain | Ligue 1    | 36         | 5          | 7     | 1     | 9              | 1              | 1      | 0      | 53     | 7      |
| 2014/15 | Paris Saint-Germain | Ligue 1    | 34         | 4          | 8     | 0     | 10             | 1              | 0      | 0      | 52     | 5      |
| 2015/16 | Paris Saint-Germain | Ligue 1    | 31         | 4          | 7     | 1     | 9              | 0              | 1      | 0      | 48     | 5      |
| 2016/17 | Paris Saint-Germain | Ligue 1    | 34         | 4          | 10    | 1     | 8              | 2              | 0      | 0      | 52     | 7      |
| 2017/18 | Paris Saint-Germain | Ligue 1    | 2          | 0          | 0     | 0     | 0              | 0              | 1      | 0      | 3      | 0      |
| 2017/18 | Juventus            | Serie A    | 32         | 3          | 5     | 0     | 9              | 1              | —      | —      | 46     | 4      |
| 2018/19 | Juventus            | Serie A    | 31         | 3          | 1     | 0     | 9              | 0              | 1      | 0      | 42     | 3      |
| 2019/20 | Juventus            | Serie A    | 35         | 0          | 4     | 0     | 5              | 1              | 1      | 0      | 45     | 1      |
| 2020    | Inter Miami         | MLS        | 15         | 1          | —     | —     | —              | —              | 1      | 0      | 16     | 1      |
| 2021    | Inter Miami         | MLS        | 32         | 1          | —     | —     | —              | —              | —      | —      | 32     | 1      |
| 2022    | Inter Miami         | MLS        | 0          | 0          | —     | —     | —              | —              | —      | —      | 0      | 0      |
| Totaal  | Totaal              | Totaal     | 547        | 38         | 65    | 4     | 81             | 8              | 6      | 0      | 699    | 50     |

## Interlandcarrière

### Jeugd
Matuidi speelde in diverse vertegenwoordigende elftallen van Frankrijk. In zijn vroege jaren bij Créteil en Troyes werd hij nog niet opgeroepen, maar na zijn doorbraak bij die laatste club werd hij door Guy Ferrier opgeroepen voor Frankrijk –19. Zijn debuut in dat elftal maakte hij op 5 oktober 2005, toen met 4–0 werd gewonnen van Noorwegen. Hierna nam de middenvelder tevens deel aan de kwalificaties voor het Europees kampioenschap voetbal onder 19 in 2006, maar de Fransen wisten zich niet te kwalificeren en Matuidi bleef steken op negen wedstrijden en nul doelpunten. Hij werd in 2006 opgeroepen voor Frankrijk –21 door bondscoach René Girard. Tijdens het duel tegen de Belgische leeftijdsgenoten (1–0 winst) mocht hij na rust invallen voor Jimmy Briand. Hierna speelde Matuidi mee in de kwalificatiereeks voor het EK onder 21 in 2007. Ook speelde hij mee in beide barrageduels tegen Israël, dat de Fransen uitschakelde. Nadien bleef Matuidi Frankrijk vertegenwoordigen in de jeugdelftallen en ook voor het Europees kampioenschap van 2009 speelde de middenvelder mee in de kwalificaties. In het kwalificatietoernooi werd na twee duels verloren van Duitsland en Matuidi speelde hier zijn laatste wedstrijden op jeugdniveau.

### Senioren
Op 5 augustus 2010 werd Matuidi voor het eerst opgeroepen voor het Frans voetbalelftal voor de wedstrijd tegen Noorwegen op 11 augustus. Tijdens dit duel kwam hij nog niet in actie. In de maand erna werd hij door bondscoach Laurent Blanc opgeroepen als vervanger van de geblesseerd afgehaakte Yohan Cabaye voor de EK-kwalificatieduels met Wit-Rusland en Bosnië en Herzegovina. Tijdens de wedstrijd tegen de Bosniërs op 7 september 2010 debuteerde Matuidi voor Les Bleus. Hij was de enige invaller tijdens deze wedstrijd. Tien minuten voor tijd liet Blanc hem invallen voor Florent Malouda, die twee minuten daarvoor de 2–0 op het scorebord had gezet. Het eerste doelpunt stond op naam van Karim Benzema. Zijn eerste basisplaats kreeg Matuidi op 29 maart 2011, toen met 0–0 gelijkgespeeld werd tegen Kroatië. Hij begon op een middenveld met Alou Diarra en Samir Nasri totdat hij drie minuten voor tijd gewisseld werd ten faveure van Yann M'Vila.
Matuidi werd door Blanc opgenomen in de selectie voor het Europees kampioenschap voetbal 2012 in Polen en Oekraïne. Hier werden de Fransen in de kwartfinale uitgeschakeld door titelverdediger Spanje dat met 2–0 won door doelpunten van Xabi Alonso. Matuidi kwam gedurende het toernooi niet in actie. Zijn toenmalige clubgenoten Thiago Motta, Salvatore Sirigu (beiden Italië) en Jérémy Ménez (eveneens Frankrijk) waren ook actief op het toernooi. Na het EK groeide de controleur uit tot een vaste waarde en hij speelde mee in zeven van de acht kwalificatiewedstrijden. Tijdens zijn dertiende interland, tegen Uruguay (1–0 nederlaag), was Matuidi voor het eerst aanvoerder. Bij afwezigheid van de vaste aanvoerder, doelman Hugo Lloris, besloot bondscoach Didier Deschamps om hem dat duel de aanvoerdersband te geven. Matuidi speelde ook mee in het barrageduels tegen Oekraïne om kwalificatie voor het WK 2014. Na een 2–0 nederlaag in de uitwedstrijd werd thuis met 3–0 gewonnen en de Fransen kwalificeerden zich voor het eindtoernooi. Op 5 maart 2014 maakte hij zijn eerste interlanddoelpunt in de vriendschappelijke wedstrijd tegen Nederland in het Stade de France. Nadat Karim Benzema in de tweeëndertigste minuut de score geopend had, verdubbelde Matuidi negen minuten later de voorsprong met de beslissende 2–0. Na een voorzet van Mathieu Valbuena werkte hij met een omhaal de bal achter doelman Jasper Cillessen.
Bondscoach Deschamps nam Matuidi in mei 2014 op in de selectie voor het WK voetbal in Brazilië. In de laatste oefenwedstrijd voor het WK, tegen Jamaica, wonnen de Fransen met 8–0 en Matuidi wist tweemaal tot scoren te komen, net als Antoine Griezmann en Karim Benzema. Tijdens het eerste duel op het toernooi, tegen Honduras (3–0 winst), startte Matuidi op een middenveld met Paul Pogba en Yohan Cabaye. Hij maakte als enige van de drie de negentig minuten vol. Tijdens het duel met de Zwitsers werd met 5–2 gewonnen en Matuidi wist eenmaal doel te treffen. Een minuut nadat Olivier Giroud de score geopend had, ontving Benzema de bal en hij stelde Matuidi in staat om de bal langs doelman Diego Benaglio te werken. Uiteindelijk eindigde het toernooi voor Les Bleus in de kwartfinale tegen de latere wereldkampioen Duitsland (0–1). Matuidi was een van de spelers van Frankrijk die alle vijf duels meespeelde, naast Lloris, Raphaël Varane, Giroud, Benzema, Griezmann en Pogba. Zijn toenmalige clubgenoten Thiago Silva, Maxwell (beiden Brazilië), Thiago Motta, Salvatore Sirigu, Marco Verratti (allen Italië), Edinson Cavani (Uruguay), Yohan Cabaye, Lucas Digne (beiden eveneens Frankrijk) en Ezequiel Lavezzi (Argentinië) waren ook actief op het toernooi. Deschamps nam Matuidi op 12 mei 2016 op in de Franse selectie voor het EK 2016, in eigen land. Hierop bereikten zijn ploeggenoten en hij de finale, die ze met 0–1 verloren van Portugal.
| Nationale elftal | Jaar   | Wed. | Dlp. |
| ---------------- | ------ | ---- | ---- |
| Frankrijk        | 2010   | 1    | 0    |
| Frankrijk        | 2011   | 3    | 0    |
| Frankrijk        | 2012   | 5    | 0    |
| Frankrijk        | 2013   | 10   | 0    |
| Frankrijk        | 2014   | 13   | 4    |
| Frankrijk        | 2015   | 9    | 2    |
| Frankrijk        | 2016   | 14   | 2    |
| Frankrijk        | 2017   | 7    | 1    |
| Frankrijk        | 2018   | 15   | 0    |
| Frankrijk        | 2019   | 7    | 0    |
| Totaal           | Totaal | 84   | 9    |

## Erelijst
| Competitie            |                     |                                    |                     |                     |
| Competitie            | Aantal              | Jaren                              |                     |                     |
| Paris Saint-Germain   | Paris Saint-Germain | Paris Saint-Germain                | Paris Saint-Germain | Paris Saint-Germain |
| --------------------- | ------------------- | ---------------------------------- | ------------------- | ------------------- |
| Kampioen Ligue 1      | 4x                  | 2012/13, 2013/14, 2014/15, 2015/16 |                     |                     |
| Coupe de France       | 3x                  | 2014/15, 2015/16, 2016/17          |                     |                     |
| Coupe de la Ligue     | 4x                  | 2013/14, 2014/15, 2015/16, 2016/17 |                     |                     |
| Trophée des Champions | 4x                  | 2013, 2015, 2016, 2017             |                     |                     |
| Juventus              |                     |                                    |                     |                     |
| Kampioen Serie A      | 3x                  | 2017/18, 2018/19, 2019/20          |                     |                     |
| Coppa Italia          | 1x                  | 2017/18                            |                     |                     |
| Supercoppa Italiana   | 1x                  | 2018                               |                     |                     |

| Competitie | Winnaar   | Winnaar   | Runner-up | Runner-up | Derde     | Derde     |
| Competitie | Aantal    | Jaren     | Aantal    | Jaren     | Aantal    | Jaren     |
| Frankrijk  | Frankrijk | Frankrijk | Frankrijk | Frankrijk | Frankrijk | Frankrijk |
| ---------- | --------- | --------- | --------- | --------- | --------- | --------- |
| WK         | 1x        | 2018      |           |           |           |           |